# Държавна аеропланна работилница
Государственная авиационная мастерская (болг. Държавна аеропланна работилница, также сокращённо ДАР) — первая болгарская авиастроительная компания, существовавшая в Божуриште с 1925 года до момента прекращения самолётостроения в Болгарии в 1954 году. По состоянию на 1954 год, на заводах ДАР, ДСФ в Ловече и Капрони Български в Казанлыке было произведено около 40 прототипов и 1000 серийных самолётов.

## История
Применение авиации во время Первой Балканской войны выявило необходимость наличия полевых мастерских для её ремонта, а в перспективе — и собственных авиастроительных заводов. Об этом поздней осенью 1912 года докладывал на своём выступлении основатель болгарской авиации Васил Златаров.

### В годы Первой мировой войны
Начавшаяся вскоре после того Первая мировая война подтвердила правильность его точки зрения. 15 декабря 1915 года был издан приказ № 1298 об учреждении подобных мастерских, а два года спустя, 24 июня 1917-го, началось их строительство. Руководителем был назначен Симеон Петров. В 1917 году Генеральный штаб армии командировал лётчиков капитана Симеона Петрова и поручика Владимира Балана для изучения немецкого опыта в строительстве и эксплуатации авиаремонтных предприятий. После посещения Германии, Петров и Балан рекомендовали использовать в качестве образца предприятие в Гросенхайне (близ Дрездена), которое возглавлял майор фон Минквитц. Вскоре в Божуриште началось строительство первоклассной авиабазы с железобетонными сооружениями, мастерской, 4 ангарами, электростанцией, складами, жилыми помещениями, офицерским казино. При базе была также создана и аэродинамическая лаборатория.
По итогам проигранной войны, болгарская авиация ликвидировалась. В соответствии с протоколом от 18 декабря 1919 года, Союзному контрольному комитету были переданы на слом 73 самолёта, находившиеся на аэродроме Божуриште. Вместе с ними перед недостроенными зданиями мастерской были уничтожены 110 авиадвигателей, 3 аэростата, 76 пулемётов, бортовые приборы, боеприпасы, бомбы и прочее оборудование. В сентябре 1920 года туда из Варны были железной дорогой доставлены для ликвидации 9 гидросамолётов. Часть деталей, однако, благодаря усилиям Симеона Петрова и помощи Ивана Платникова, Димитра Ангелова, Ильи Младенова, Ивана Симеонова, удалось скрыть. Из этих остатков Albatros C.III и DFW C.V в 1921 году удалось собрать один самолёт.

### Послевоенное восстановление
Специалисты во главе с капитаном Петровым, основываясь на немецком опыте в обучении и подготовке лётного и технического персонала, решили организовать новое предприятие по образцу мастерских в Гроссенхайне. Его постройка была завершена весной 1925 года. По решению правительства, при аэродроме Божуриште было создано первое болгарское авиационное предприятие, названное Държавна аеропланна работилница (ДАР). Первым его начальником был назначен капитан Марко Парванов.
В июле 1925 года по приглашению болгарского правительства для организации авиастроения на научной и промышленной основе, прибыл немецкий инженер и пилот Герман Винтерс. Вместе с ним приехали подписавшие контракт сроком на 5 лет ещё 5 человек (два инженера-конструктора Нусбаум и Вайсбрихт и три специалиста Конрад, Шульце и Штемпель). Герман Винтер становится главным инженером и руководителем конструкторского бюро, в котором позже работали молодые болгарские инженеры Цветан Лазаров, бывший инструктор в Божуришской лётной школе, работавший в Берлине; выпускники американских институтов Кирил Петков, Борис Денчев, Селиванов, Донев, Касабов, Стойчев и техники Бончев и Маляков. В 1926 году Винтерс завершил разработку первого болгарского самолёта ДАР-1.
В последующие годы на заводе было произведено всего 94 самолёта 12 типов, из которых Цветан Лазаров разработал ДАР-6, ДАР-6А и ДАР-10А , Кирил Петков — ДАР-7 и ДАР-8, а остальные — Герман Винтерс.

### Последующая судьба завода
Самолёты на предприятии ДАР выпускались с 1925 по 1940 год, затем его производственная база была передана компании ДСФ в город Ловеч. Из-за ограничений Нёйиского договора на заводе разрабатывались и производились лишь учебные самолёты. Единственным исключением является созданный в 1939 году ДАР-3 Гарван III а затем и прототипы ДАР-10.
После окончания Второй мировой войны в страну были завезены трофейные немецкие самолёты, хорошо знакомые болгарским лётчикам, а затем, по решению правительства, флот ВВС и гражданской авиации стал пополняться исключительно импортом из СССР, а национальное авиастроение в 1954 году было прекращено.

## Продукция компании
- «ДАР У-1» (1925—1926) — первый самолёт, построенный на заводе ДАР, назван в честь погибшего в 1925 году во время испытательного полёта капитана Ивана Узунова. Копия немецкого DFW C.V, состоявшего на вооружении болгарской армии. Построено 8 самолётов. Первый испытательный полёт совершил капитан Марко Първанов.
- «ДАР-2» — собран из сохранившихся деталей Albatros C.III под руководством инженера Германа Винтерса.
- «ДАР-1» и «ДАР-1А» — две модификации двухместного биплана. Развитие конструкции «У-1» («ДАР У-1»). Самолёт прошёл испытания в аэродинамической лаборатории и испытания на прочность. Выпускался с двигателями Walter 60 hp (?) и Walter Vega (85 л. с.). Чрезвычайно низкая мощность моторов обусловлена ограничительными положениями Нёйиского договора. Построено 12 самолётов, поступивших в местную авиашколу.
- «ДАР-3» (1935—1940 гг). Конструкция Цветана Лазарова, официально числился транспортным самолётом, но фактически был спроектирован как разведчик. Выпускался в трёх модификациях с разными двигателями (на прототипе стоял рядный Lorrain-Dietrich 12b, с одного из армейских Potez-XVII, позже Gnome-Rhône Jupiter
  - «ДАР-3 „Гарван I“» (1936). Выпущено 6 самолётов с двигателем Wright «Cyclone»
  - «ДАР-3 „Гарван II“» (1937), серия из 6 самолётов, двигатель Siemens Jupiter.
  - «ДАР-3 „Гарван III“» многоцелевой биплан для разведки и поддержки сухопутных войск. Вооружение — 2 пулемета и до 250 кг бомб на внешней подвеске. По сравнению с предыдущими модификациями, имеет новый усиленный фюзеляж, новое шасси и полузакрытую кабину. В 1939 году изготовлена серия из 12 машин с мотором Alfa Romeo 126 RC34.
- «ДАР-4» (1931) трёхмоторный пассажирский (2 пилота и 4 пассажира) биплан со 145-сильными двигателями Walter Mars. Серийный выпуск отменён из-за обнаруженных ошибок в аэродинамических расчетах и результатов испытаний прототипа. Единственный многомоторный самолёт, разработанный и изготовленный в Болгарии.
- «ДАР-5» разрабатывался Кириллом Петковым как летающая лаборатория для изучения метеорологических данных на высоте 5000 метров, но фактически представлял собой истребитель. Серийно не выпускался
- «ДАР-6» двухместный биплан самолёт для тренировочных полетов конструкции Цветана Лазарова. Строился серией из 10 самолётов с двигателями 85 л. с. и 145 л. с. После перевода оборудования завода ДАР на предприятие компании ДСФ в г. Ловеч, инженер Лазаров разработал его модификацию под названием ДАР-9 Синигер.
- «ДАР-7», также обозначался как ДАР-7 СС-1 (вероятно, связной самолёт). Проект моноплана конструкции Кирила Петкова. Не строился.
- «ДАР-8 „Славей“» (1938) учебно-тренировочный двухместный биплан конструкции Кирила Петкова. Выпущено 12 штук.
- «ДАР-9 „Синигер“» (1941). Биплан для начальной подготовки, развитие ДАР-6А. В конструкции присутствуют элементы, характерные как его предшественника ДАР-6, так и поставлявшегося в Болгарию учебного Fw-44 Stieglitz. После войны 9 самолётов были переданы Югославии; единственный сохранившийся аппарат подобного типа находится в музее авиации в Загребе.
- На заводе ДСФ в городе Ловеч производятся многоцелевые самолёты «ДАР-10А» и «ДАР-10Ф». Прототип «ДАР-10А» уничтожен в 1942 году при посадке в тумане. «ДАР-10Ф» с двигателем Fiat, разработанный инженером Цветаном Лазаровым, был передан на испытания в марте 1945 года, но серийно не выпускался в связи с началом перевооружения ВВС новыми типами авиатехники.

## Галерея
- ДАР-1 – летающая реплика
- ДАР-2
- ДАР-4 – опытный образец трёхмоторного самолёта
- ДАР-4 – единственный многомоторный самолёт, производившийся в Болгарии
- ДАР-10